# Leptocoma minima
El suimanga mínimo (Leptocoma minima), también conocido como nectarina chica, es una especie de ave paseriforme de la familia Nectariniidae endémica de los Ghats occidentales de la India.
Al igual que otros suimangas, se alimenta principalmente de néctar aunque también come insectos, sobre todo para alimentar a sus crías. Son aves diminutas que residen y se encuentran en los bosques, pero son particularmente atraídos por jardines en el borde del bosque donde las personas cultivan plantas con flor. Por lo general, se encaraman al tomar el néctar.

## Descripción

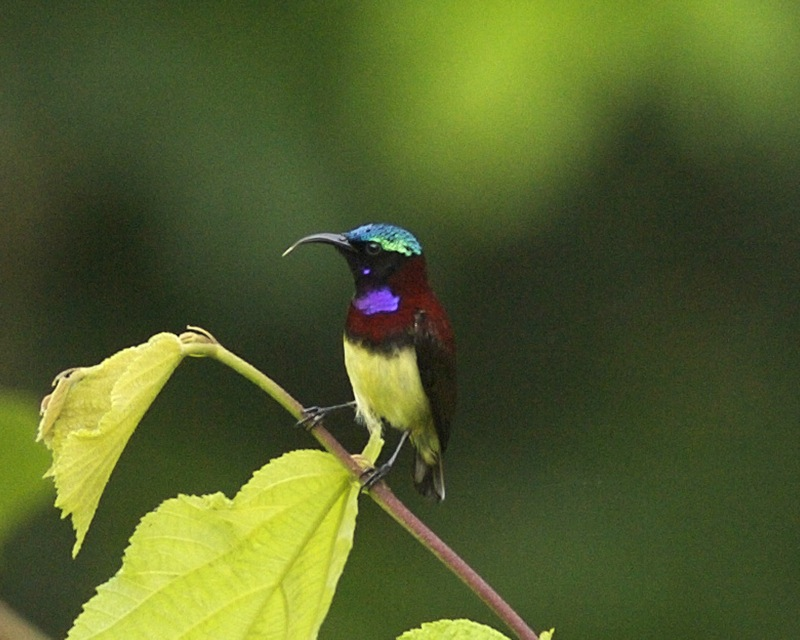
Ejemplar macho.

La especie es pequeña, incluso menor al suimanga promedio, llegando a medir sólo 8 cm de largo. Tienen un pico fino curvado hacia abajo y lenguas tubulares de punta pincel, ambas son adaptaciones para la alimentarse de néctar.
El macho adulto es de color rojo terciopelo en el manto y las coberteras de las alas y hay una amplia franja roja en el pecho. La píleo es de color verde brillante y hay manchas violáceas-rosáceas en la garganta y las ancas. La parte inferior del pecho es amarillenta. Hay un borde negro en la barbilla que separa la parte amarilla de la parte inferior. El suimanga cingalés (Leptocoma zeylonica), de mayor tamaño, puede parecer muy similar, pero esto tiene marrón más oscuro en la parte superior y los flancos y la cloaca es blanquecina. El plumaje de eclipse del macho (cuando no está criando) es más de color oliva sobre la cabeza y el rojo terciopelo se limita al manto y coberteras inferiores del ala. La hembra es oliva-marrón, pero la cloaca es claramente roja. Puede encontrarse en buen número de jardines de flores suculentas en los bordes de los bosques o plantaciones.
Los llamados incluyen «chik» breves y «chee-chee-which-chee» prolongados.

## Comportamiento y ecología

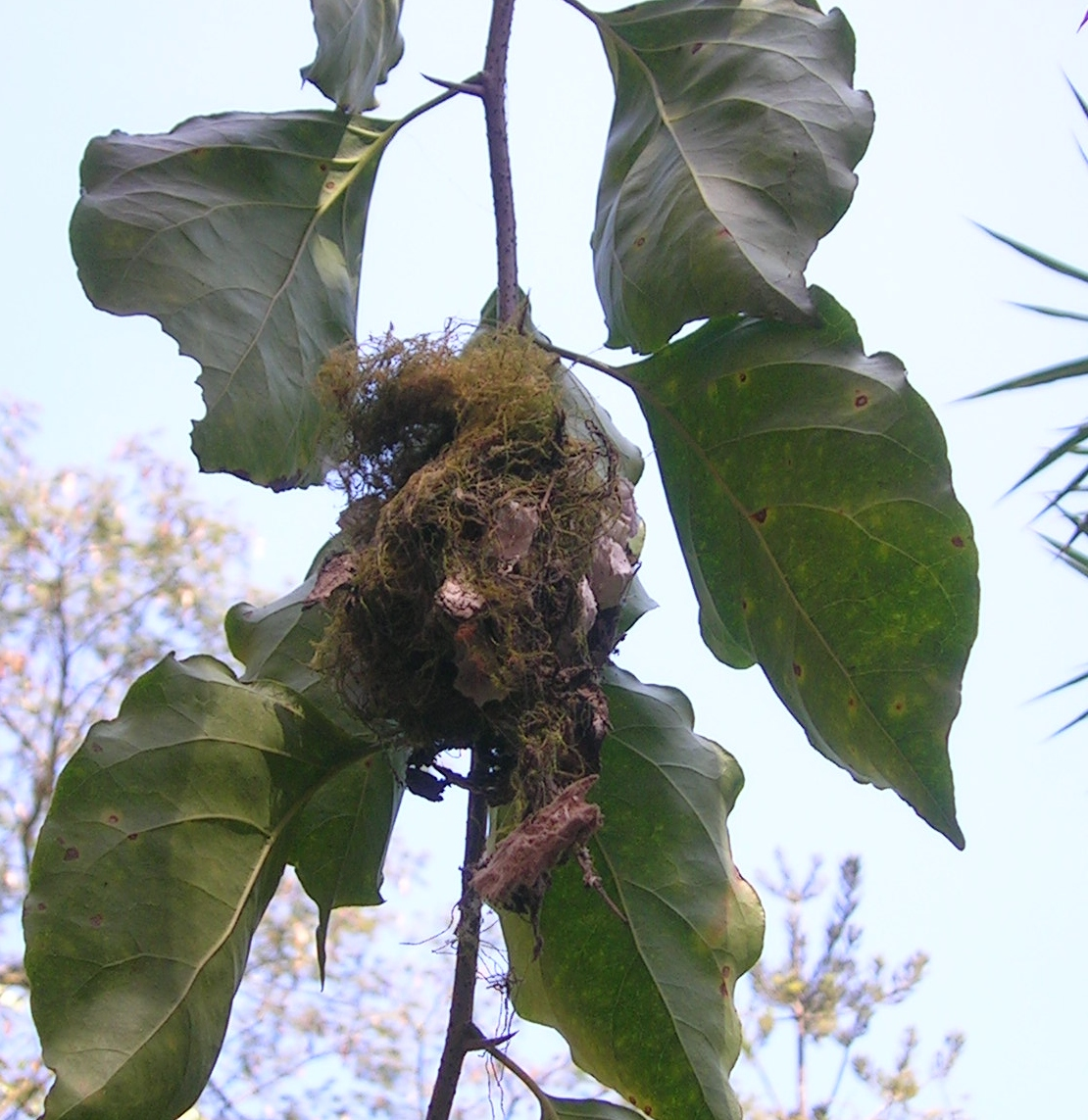
El nido colgante está construido bajo un helecho o arbusto y está cubierto de musgo.

El suimanga mínimo es un criador residente endémico de los Ghats occidentales en la India. La temporada alta de anidación es de diciembre a marzo pero se sabe que anidan en casi todos los meses del año en los Ghats occidentales del sur. La hembra pone dos huevos en un nido suspendido en una rama delgada de un árbol pequeño, fronda de un helecho o arbusto. Tanto el macho como la hembra participan en la construcción del nido con el interior construido principalmente por la hembra. Los huevos son incubados principalmente por la hembra, pero los machos pueden involucrarse en la alimentación de los polluelos. El período de incubación es de unos 18 a 19 días.
Estas aves son importantes polinizadores de algunas especies de plantas.
Los machos establecen y defienden territorios de alimentación con arbustos y árboles de flores. Plantas como Helixanthera intermedia, que tienen una gran cantidad de néctar, se defendieron más enérgicamente. 
Siendo aves pequeñas, pueden ser aprovechados por varios depredadores como mantis religiosas y arácnidos.
Aunque reside en muchas áreas, pueden movilizarse altitudinalmente en respuesta a las lluvias. En algunas zonas se trasladan a las colinas durante los monzones y se trasladan a las regiones más altas después de las lluvias.